# Томлинсон, Филип Барри
Филип Барри Томлинсон (англ. Philip Barry Tomlinson, 1932) — американский ботаник и профессор биологии английского происхождения.  

## Биография
Филип Барри Томлинсон родился в 1932 году. 
С 1949 по 1955 год Томлинсон учился в Лидском университете. В 1953 году он получил там степень бакалавра. В 1955 году Томлинсон получил степень доктора философии. С 1960 по 1971 год он был научным сотрудником Fairchild Tropical Botanic Garden, США. С 1971 по 2001 год он был профессором биологии Гарвардского университета. 

## Научная деятельность
Филип Барри Томлинсон специализируется на семенных растениях. 

## Некоторые публикации
- Tomlinson, PB; RE Spangler. 2002. Developmental features of the discontinuous vascular system in the rattan palm Calamus (Arecaceae-Calamoideae-Calamineae). Am. J. of Botany 89: 1128—1141.
- Tomlinson, PB; T Takaso. 2002. Seed cone structure in conifers in relation to development and pollination: a biological approach. Can. J. of Botany 80: 1250—1273.
- Tomlinson, PB 2002. The Biology of Trees Native to Tropical Florida. Second Edition. pp. 395. Impreso privadamente. Petersham, Massachusetts.
- Posluszny, U; PB Tomlinson. 2003. Aspects of inflorescence and floral development in the putative basal angiosperm Amborella trichopoda (Amborellaceae). Can. J. of Botany 81: 28—39.
- Tomlinson, PB; MH Zimmermann. 2003. Stem vascular architecture in the American climbing palm Desmoncus (Arecaceae-Arecoideae-Bactridinae). Bot. J. of the Linnean Society 142: 235—245.
- Tomlinson, PB; et al. 2005. Development of woody branch attachments in Schefflera (Araliaceae or Apiaceae). Am. J. of Botany 92; 1765—1773.
- Tomlinson P.B. 2006. The uniqueness of palms. Bot. J. of the Linnean Society 151: 5—14.
- Tomlinson, PB. 2006. Stem anatomy of climbing palms in relation to long distance transport. pp. 265–277. In J.T. Columbus et al. eds. Monocots; Comparative Biology and Evolution. Rancho Santa Ana Botanic Garden, Claremont, California.
- Tomlinson, PB. 2008. Crown structure in Araucariaceae.
- Philip B. Tomlinson. 1986. The Botany of Mangroves. Cambridge University Press, Cambridge, ISBN 0-521-25567-8[2].